# Yanch'En
Yanch'En är en ort i Mexiko.   Den ligger i kommunen San Juan Cancuc och delstaten Chiapas, i den sydöstra delen av landet, 800 km öster om huvudstaden Mexico City. Yanch'En ligger 1 712 meter över havet och antalet invånare är 200.
Terrängen runt Yanch'En är bergig, och sluttar norrut. Runt Yanch'En är det ganska tätbefolkat, med 75 invånare per kvadratkilometer. Närmaste större samhälle är Pantelhó, 19,5 km nordväst om Yanch'En. I omgivningarna runt Yanch'En växer i huvudsak städsegrön lövskog.